# Valami most kezdődik el
A Valami most kezdődik el Cozombolis magyar énekes első stúdióalbuma.

## Az album dalai
1. Valami most kezdődik el
2. A zenétől felforr a vérem
3. Nem vagyok egy igazi énekes
4. Csináld azt amit szeretnél
5. Valami kell valami jó
6. Mintha a testvéred volna
7. Részegen ki visz haza?
8. Én még emlékszem rád
9. Változtam
10. Várok még arra a lányra
11. Én azt hiszem
12. Tele van ez a dal